# 신새봄 (가수)
신새봄은 대한민국의 가수다. 2018년 싱글 《봄 (사철가 Part 1)》으로 데뷔했다.

## 방송
- 우리소리 찬양한마당 (2022) - Top21

## 음반
- 봄 (사철가 Part 1) (2018)